# Lista de ilhas dos Estados Unidos
Esta lista é sobre as maiores ilhas dos Estados Unidos, ordenadas por área. Inclui todas as ilhas com área superior a 70 km², embora possa estar incompleta. Não inclui penínsulas que originalmente estavam ligadas com o continente, mas que se transformaram efectivamente em ilhas devido à construção de canais, como Cape Cod, Copper Island, ou a península de Delmarva.

## Ilhas dos Estados Unidos
|     | Nome                        | Arquipélago                                  | Mar (ou lago ou rio)                  | Estado                   | Área (km²) | [População (2000) |
| 001 | Havai                       | Arquipélago do Havai                         | Oceano Pacífico                       | Havaí                    | 10 433     | 148 677           |
| 002 | Ilha Kodiak                 | Arquipélago Kodiak                           | Oceano Pacífico                       | Alasca                   | 9 293      | 13 913            |
| 003 | Porto Rico                  | Grandes Antilhas                             | Mar das Caraíbas/Atlântico            | Porto Rico               | 9 104      | 3 808 610         |
| 004 | Ilha do Príncipe de Gales   | Arquipélago Alexandre                        | Oceano Pacífico                       | Alasca                   | 6 675      | 6 000 ≈           |
| 005 | Ilha Chichagof              | Arquipélago Alexandre                        | Oceano Pacífico                       | Alasca                   | 5 388      | 1 342             |
| 006 | Ilha St. Lawrence           | -                                            | Mar de Bering                         | Alasca                   | 4 640      | 1 292             |
| 007 | Ilha Admiralty              | Arquipélago Alexandre                        | Oceano Pacífico                       | Alasca                   | 4 362      | 650               |
| 008 | Ilha Nunivak                | -                                            | Mar de Bering                         | Alasca                   | 4 209      | 210               |
| 009 | Ilha Unimak                 | Ilhas Aleutas (Ilhas Fox)                    | Mar de Bering / Pacífico              | Alasca                   | 4 119      | 64                |
| 010 | Ilha Baranof                | Arquipélago Alexandre                        | Oceano Pacífico                       | Alasca                   | 4 065      | 8 532             |
| 011 | Long Island                 | -                                            | Oceano Atlântico                      | Nova Iorque              | 3 629      | 7 448 618         |
| 012 | Ilha Revillagigedo          | Arquipélago Alexandre                        | Oceano Pacífico                       | Alasca                   | 2 965      | 13 950            |
| 013 | Ilha Kupreanof              | Arquipélago Alexandre                        | Oceano Pacífico                       | Alasca                   | 2 813      | 785               |
| 014 | Unalaska                    | Ilhas Aleutas (Ilhas Fox)                    | Mar de Bering / Pacífico              | Alasca                   | 2 722      | 1 759             |
| 015 | Ilha Nelson                 | -                                            | Mar de Bering                         | Alasca                   | 2 183      | 1 065             |
| 016 | Ilha Kuiu                   | Arquipélago Alexandre                        | Oceano Pacífico                       | Alasca                   | 1 962      | 10                |
| 017 | Maui                        | Arquipélago do Havai                         | Oceano Pacífico                       | Havaí                    | 1 883      | 117 644           |
| 018 | Afognak                     | Arquipélago Kodiak                           | Oceano Pacífico                       | Alasca                   | 1 809      | 169               |
| 019 | Umnak                       | Ilhas Aleutas (Ilhas Fox)                    | Mar de Bering / Pacífico              | Alasca                   | 1 793      | 39                |
| 020 | O'ahu                       | Arquipélago do Havai                         | Oceano Pacífico                       | Havaí                    | 1 545      | 876 151           |
| 021 | Kauaʻi                      | Arquipélago do Havai                         | Oceano Pacífico                       | Havaí                    | 1 430      | 58 303            |
| 022 | Ilha Atka                   | Ilhas Aleutas (Ilhas Andreanof)              | Mar de Bering / Pacífico              | Alasca                   | 1 061      | 95                |
| 023 | Ilha Attu                   | Ilhas Aleutas (Ilhas Near)                   | Mar de Bering / Pacífico              | Alasca                   | 893        | 0                 |
| 024 | Ilha Etolin                 | Arquipélago Alexandre                        | Oceano Pacífico                       | Alasca                   | 870        | 15                |
| 025 | Ilha Adak                   | Ilhas Aleutas (Ilhas Andreanof)              | Mar de Bering / Pacífico              | Alasca                   | 725        | 316               |
| 026 | Ilha Montague               | -                                            | Oceano Pacífico                       | Alasca                   | 722        | 0                 |
| 027 | Moloka'i                    | Arquipélago do Havai                         | Oceano Pacífico                       | Havaí                    | 673        | 7 404             |
| 028 | Ilha Dall                   | Arquipélago Alexandre                        | Oceano Pacífico                       | Alasca                   | 655        | 20                |
| 029 | Ilha Wrangell               | Arquipélago Alexandre                        | Oceano Pacífico                       | Alasca                   | 560        | 2 401             |
| 030 | Ilha Mitkof                 | Arquipélago Alexandre                        | Oceano Pacífico                       | Alasca                   | 546        | 3 364             |
| 031 | Ilha Padre                  | -                                            | Golfo do México                       | Texas                    | 542        | ?                 |
| 032 | Guam                        | -                                            | Oceano Pacífico                       | Guam                     | 541        | 154 805           |
| 033 | Isle Royale ou Ilha Royale  | -                                            | Lago Superior                         | Michigan                 | 534        | 0                 |
| 034 | Ilha Tanaga                 | Ilhas Aleutas (Ilhas Andreanof)              | Mar de Bering / Pacífico              | Alasca                   | 529        | 0                 |
| 035 | Ilha Zarembo                | Arquipélago Alexandre                        | Oceano Pacífico                       | Alasca                   | 478        | 0                 |
| 036 | Ilha Unga                   | Ilhas Aleutas (Ilhas Shumagin)               | Oceano Pacífico                       | Alasca                   | 461        | 0                 |
| 037 | Amlia                       | Ilhas Aleutas (Ilhas Andreanof)              | Mar de Bering / Pacífico              | Alasca                   | 459        | 0                 |
| 038 | Ilha Hinchinbrook           | -                                            | Oceano Pacífico                       | Alasca                   | 445        | 5                 |
| 039 | Ilha Kosciusko              | Arquipélago Alexandre                        | Oceano Pacífico                       | Alasca                   | 438        | 52                |
| 040 | Ilha Whidbey                | -                                            | Oceano Pacífico                       | Washington               | 437        | 58 211            |
| 041 | Ilha Kruzof                 | Arquipélago Alexandre                        | Oceano Pacífico                       | Alasca                   | 435        | 0                 |
| 042 | Ilha Kanaga                 | Ilhas Aleutas (Ilhas Andreanof)              | Mar de Bering / Pacífico              | Alasca                   | 369        | 0                 |
| 043 | Lānaʻi                      | Arquipélago do Havai                         | Oceano Pacífico                       | Havaí                    | 364        | 3 193             |
| 044 | Ilha St. Matthew            | -                                            | Mar de Bering                         | Alasca                   | 354        | 0                 |
| 045 | Ilha Annette                | Arquipélago Alexandre (Ilhas Gravina)        | Oceano Pacífico                       | Alasca                   | 342        | 1 447             |
| 046 | Ilha Akutan                 | Ilhas Aleutas (Ilhas Fox)                    | Mar de Bering / Pacífico              | Alasca                   | 334        | 713               |
| 047 | Ilha Drummond               | -                                            | Rio St. Marys                         | Michigan                 | 324        | 992               |
| 048 | Ilha Hagemeister            | -                                            | Mar de Bering                         | Alasca                   | 312        | 0                 |
| 049 | Ilha Nagai                  | Ilhas Aleutas (Ilhas Shumagin)               | Oceano Pacífico                       | Alasca                   | 310        | 0                 |
| 050 | Ilha Amchitka               | Ilhas Aleutas (Ilhas Rat)                    | Mar de Bering / Pacífico              | Alasca                   | 309        | 0                 |
| 051 | Ilha Sitkalidak             | Arquipélago Kodiak                           | Oceano Pacífico                       | Alasca                   | 309        | 0                 |
| 052 | Ilha Mount Desert           | -                                            | Oceano Atlântico                      | Maine                    | 280        | 10 424            |
| 053 | Kiska                       | Ilhas Aleutas (Ilhas Rat)                    | Mar de Bering / Pacífico              | Alasca                   | 278        | 0                 |
| 054 | Ilha Knight                 | -                                            | Oceano Pacífico                       | Alasca                   | 260        | 0                 |
| 055 | Ilha Marsh                  | -                                            | Golfo do México                       | Luisiana                 | 259        | 0                 |
| 056 | Ilha de Santa Cruz          | Ilhas do Canal da Califórnia                 | Oceano Pacífico                       | Califórnia               | 254        | 2                 |
| 057 | Ilha Gravina                | Arquipélago Alexandre (Ilhas Gravinas)       | Oceano Pacífico                       | Alasca                   | 245        | 50                |
| 058 | Martha's Vineyard           | -                                            | Oceano Atlântico                      | Massachusetts            | 236        | 14 901            |
| 059 | Agattu                      | Ilhas Aleutas (Ilhas Near)                   | Mar de Bering / Pacífico              | Alasca                   | 234        | 0                 |
| 060 | Ilha Semisopochnoi          | Ilhas Aleutas (Ilhas Rat)                    | Mar de Bering / Pacífico              | Alasca                   | 224        | 0                 |
| 061 | Ilha Johns                  | -                                            | Oceano Atlântico                      | Carolina do Sul          | 217        | 11 477            |
| 062 | Ilha Seguam                 | Ilhas Aleutas (Ilhas Andreanof)              | Mar de Bering / Pacífico              | Alasca                   | 215        | 1                 |
| 063 | Saint Croix                 | Ilhas Virgens                                | Mar das Caraíbas                      | Ilhas Virgens Americanas | 212        | 53 234            |
| 064 | Ilha Yakobi                 | Arquipélago Alexandre                        | Oceano Pacífico                       | Alasca                   | 212        | 0                 |
| 065 | Ilha de Santa Rosa          | Ilhas do Canal da Califórnia                 | Oceano Pacífico                       | Califórnia               | 209        | 2                 |
| 066 | Ilha Raspberry              | Arquipélago Kodiak                           | Oceano Pacífico                       | Alasca                   | 200        | 2                 |
| 067 | Ilha Dauphin, Alabama       | -                                            | Golfo do México                       | Alabama                  | 194        | 1 371             |
| 068 | Ilha de Santa Catalina      | Ilhas do Canal da Califórnia                 | Oceano Pacífico                       | Califórnia               | 194        | 3 696             |
| 069 | Ilha Heceta                 | Arquipélago Alexandre                        | Oceano Pacífico                       | Alasca                   | 181        | 14                |
| 070 | Niihau                      | Arquipélago do Havai                         | Oceano Pacífico                       | Havaí                    | 180        | 160               |
| 071 | Saipan                      | Ilhas Marianas Setentrionais                 | Oceano Pacífico                       | Marianas Setentrionais   | 180        | 62 392            |
| 072 | Ilha Tugidak                | Arquipélago Kodiak                           | Oceano Pacífico                       | Alasca                   | 180        | 0                 |
| 073 | Ilha Hawkins                | -                                            | Oceano Pacífico                       | Alasca                   | 175        | 4                 |
| 074 | Ilha Yunaska                | Ilhas Aleutas (Ilhas dos Quatro Vulcões)     | Mar de Bering / Pacífico              | Alasca                   | 172        | 0                 |
| 075 | Ilha Sitkinak               | Arquipélago Kodiak                           | Oceano Pacífico                       | Alasca                   | 169        | 0                 |
| 076 | Ilha Akun                   | Ilhas Aleutas (Ilhas Fox)                    | Mar de Bering / Pacífico              | Alasca                   | 168        | 0                 |
| 077 | Ilha Shuyak                 | Arquipélago Kodiak                           | Oceano Pacífico                       | Alasca                   | 168        | 0                 |
| 078 | Ilha Chuginadak             | Ilhas Aleutas (Ilhas de los Cuatro Volcanes) | Mar de Bering / Pacífico              | Alasca                   | 167        | 0                 |
| 079 | Ilha Sukkwan                | Arquipélago Alexandre                        | Oceano Pacífico                       | Alasca                   | 167        | 9                 |
| 080 | Ilha Galveston              | -                                            | Golfo do México                       | Texas                    | 166        | 58 175            |
| 081 | Ilha Matagorda              | -                                            | Golfo do México                       | Texas                    | 157        | 0                 |
| 082 | Ilha Great Sitkin           | Ilhas Aleutas (Ilhas Andreanof)              | Mar de Bering / Pacífico              | Alasca                   | 156        | 0                 |
| 083 | Staten Island               | -                                            | Oceano Atlântico                      | Nova Iorque              | 153        | 443 728           |
| 084 | Ilha Deer                   | Ilhas Aleutas (Ilhas Fox)                    | Mar de Bering / Pacífico              | Alasca                   | 152        | ?                 |
| 085 | Ilha Duke                   | Arquipélago Alexandre (Ilhas Gravina)        | Oceano Pacífico                       | Alasca                   | 149        | ?                 |
| 086 | Ilha Orcas                  | Ilhas San Juan                               | Oceano Pacífico                       | Washington               | 148        | 4 453             |
| 087 | Ilha de San Clemente        | Ilhas do Canal da Califórnia                 | Oceano Pacífico                       | Califórnia               | 147        | 0                 |
| 088 | Ilha Uganik                 | Arquipélago Kodiak                           | Oceano Pacífico                       | Alasca                   | 147        | 0                 |
| 089 | Ilha Stuart                 | -                                            | Mar de Bering                         | Alasca                   | 145        | 0                 |
| 090 | Ilha Beaver                 | -                                            | Lago Michigan                         | Michigan                 | 144        | 551               |
| 091 | Ilha San Juan               | Ilhas San Juan                               | Oceano Pacífico                       | Washington               | 143        | 6 822             |
| 092 | Ilha Suemez                 | Arquipélago Alexandre                        | Oceano Pacífico                       | Alasca                   | 135        | 0                 |
| 093 | Tutuila                     | Arquipélago de Samoa                         | Oceano Pacífico                       | Samoa Americana          | 135        | 55 876            |
| 094 | Ilha Esther (Alasca)        | -                                            | Oceano Pacífico                       | Alasca                   | 133        | 31                |
| 095 | Ilha Vieques                | Grandes Antilhas                             | Mar das Caraíbas/Atlântico            | Porto Rico               | 132        | 9 106             |
| 096 | Ilha Sanak                  | Ilhas Aleutas (Ilhas Fox)                    | Mar de Bering / Pacífico              | Alasca                   | 128        | 0                 |
| 097 | Ilha Sugar (Michigan)       | -                                            | Rio St. Marys                         | Michigan                 | 128        | 683               |
| 098 | Ilha Bois Blanc (Michigan)  | -                                            | Lago Huron                            | Michigan                 | 127        | 71                |
| 099 | Nantucket                   | -                                            | Oceano Atlântico                      | Massachusetts            | 124        | 9 520             |
| 100 | Ilha KagAlasca              | Ilhas Aleutas (Ilhas Andreanof)              | Mar de Bering / Pacífico              | Alasca                   | 116        | 0                 |
| 101 | Kahoʻolawe                  | Arquipélago do Havai                         | Oceano Pacífico                       | Havaí                    | 116        | 0                 |
| 102 | Long Island (Alasca)        | Arquipélago Alexandre                        | Oceano Pacífico                       | Alasca                   | 115        | 0                 |
| 103 | Ilha Wadmalaw               | -                                            | Oceano Atlântico                      | Carolina do Sul          | 109        | 2 611             |
| 104 | Ilha Baker                  | Arquipélago Alexandre                        | Oceano Pacífico                       | Alasca                   | 105        | ?                 |
| 105 | Ilha Dolgoi                 | Ilhas Aleutas (Ilhas Pavlof)                 | Mar de Bering / Pacífico              | Alasca                   | 107        | ?                 |
| 106 | Ilha Fidalgo                | Ilhas San Juan                               | Oceano Pacífico                       | Washington               | 107        | 20 700            |
| 107 | Ilha Camano                 | -                                            | Oceano Pacífico                       | Washington               | 105        | 13 358            |
| 108 | Ilha Saint Paul, Alasca     | Ilhas Pribilof                               | Mar de Bering                         | Alasca                   | 104        | 532               |
| 109 | Ilha Sedanka                | Ilhas Aleutas (Ilhas Fox)                    | Mar de Bering / Pacífico              | Alasca                   | 103        | 0                 |
| 110 | Tinian                      | Ilhas Marianas Setentrionais                 | Oceano Pacífico                       | Marianas Setentrionais   | 101        | 3 540             |
| 111 | Ilha Aquidneck              | -                                            | Oceano Atlântico                      | Alasca                   | 98         | 60 870            |
| 112 | Ilha Vashon                 | -                                            | Oceano Pacífico                       | Washington               | 96         | 10 123            |
| 113 | Ilha Saint George           | Ilhas Pribilof                               | Mar de Bering                         | Alasca                   | 90         | 100               |
| 114 | Ilha Hatteras               | -                                            | Oceano Atlântico                      | Carolina do Norte        | 86         | 4 001             |
| 115 | Ilha Sauvie                 | -                                            | Rio Columbia                          | Oregon                   | 85         | 1 078             |
| 116 | Grand Isle                  | -                                            | Lago Champlain                        | Vermont                  | 82         | 3 651             |
| 117 | Ilha Kent (Maryland)        | -                                            | Oceano Atlântico (Baía de Chesapeake) | Maryland                 | 82         | 16 812            |
| 118 | Pine Island (Florida)       | -                                            | Golfo do México                       | Flórida                  | 82         | 8 235             |
| 119 | Ilha Lopez                  | Ilhas San Juan                               | Oceano Pacífico                       | Washington               | 77         | 2 177             |
| 120 | Grand Island                | -                                            | Oceano Atlântico                      | Nova Iorque              | 73         | 18,621            |
| 121 | Ilha Bainbridge             | -                                            | Oceano Pacífico                       | Washington               | 72         | 20 308            |
| 122 | Ilha Antelope               | -                                            | Grande Lago Salgado                   | Utah                     | 68         | 0                 |
| 123 | Saint Thomas                | Ilhas Virgens                                | Mar das Caraíbas                      | Ilhas Virgens Americanas | 70         | 51 181            |
| 124 | Ilha Washington (Wisconsin) | -                                            | Lago Michigan                         | Wisconsin                | 61         | 600               |
| 125 | Manhattan                   | -                                            | Oceano Atlântico                      | Nova Iorque              | 60         | 1 537 195         |
| 126 | Ilha de San Nicolas         | Ilhas do Canal da Califórnia                 | Oceano Pacífico                       | Califórnia               | 59         | 0                 |
| 127 | Grand Island                | -                                            | Lago Superior                         | Michigan                 | 58         | 45                |
| 128 | Ilha North Manitou          | -                                            | Lago Michigan                         | Michigan                 | 58         | 0                 |
| 129 | Ilha Neebish                | -                                            | Rio St. Marys                         | Michigan                 | 58         | 66                |